# Проліт повз планету

Траєкторія польоту зонда «Галілео» передбачала як гравітаційні маневри, так і наукові експерименти.

Проліт повз планету — це проліт космічного апарата поблизу планети або карликової планети достатньо близько, щоб отримати наукові дані. Це різновид прольоту в космічних польотах.
Перший проліт повз іншу планету з функціонуючим космічним апаратом відбувся 14 грудня 1962 року, коли «Марінер-2» наблизився до планети Венера.
Проліт повз планету часто використовується як гравітаційний маневр, під час якого гравітація планети виконує роль «рогатки», що «стріляє» космічним апаратом, направляючи його в потрібний бік без витрат палива, але в деяких випадках (як-от у випадку з «Нью-Горайзонс») проліт повз планету самі по собі є основною метою місії.
Відносно недавнім прикладом прольоту космічного апарата є «Нью-Горайзонс», який здійснив проліт повз Юпітер та Плутон із його супутниками. Проліт повз Юпітер, який використовувався як гравітаційна допомога, дав апарату змогу досягти Плутона на високій швидкості без ускладнень, пов'язаних з уповільненням, після чого він продовжив рух далі в Пояс Койпера траєкторією виходу із Сонячної системи, пролетівши також повз невеликий транснептуновий астероїд Аррокот.

## Список прольотів повз планети
| Дата прольоту | Дата запуску | Країна                  | Космічний апарат                   | Подробиці | Результат місії |
| ------------- | ------------ | ----------------------- | ---------------------------------- | --- | --------------- |
| 19.05.1961    | 12.02.1961   | СРСР                    | Венера-1                           | Перший проліт повз Венеру. Контакт втрачено до прольоту.                                                        | Невдача         |
| 14.12.1962    | 27.08.1962   | США                     | Марінер-2                          | Перший успішний проліт повз космічне тіло, яке є планетою, — Венеру.                                            | Успіх           |
| 19.06.1963    | 01.11.1962   | СРСР                    | Марс-1                             | Перший проліт повз Марс. Контакт втрачено.                                                                      | Невдача         |
| 19.07.1964    | 02.07.1964   | СРСР                    | Зонд-1                             | Проліт повз Венеру. Контакт втрачено.                                                                           | Невдача         |
| 15.07.1965    | 28.11.1964   | США                     | Марінер-4                          | Перший успішний проліт повз Марс.                                                                               | Успіх           |
| 06.08.1965    | 30.11.1964   | СРСР                    | Зонд-2                             | Проліт повз Марс. Контакт втрачено.                                                                             | Невдача         |
| 27.02.1966    | 12.11.1965   | СРСР                    | Венера-2                           | Проліт повз Венеру Контакт втрачено.                                                                            | Невдача         |
| 19.10.1967    | 14.06.1967   | США                     | Марінер-5                          | Проліт повз Венеру.                                                                                             | Успіх           |
| 31.07.1969    | 25.02.1969   | США                     | Марінер-6                          | Проліт повз Марс.                                                                                               | Успіх           |
| 5.08.1969     | 27.03.1969   | США                     | Марінер-7                          | Проліт повз Марс.                                                                                               | Успіх           |
| 03.12.1973    | 03.03.1972   | США                     | Піонер-10                          | Перший проліт повз Юпітер.                                                                                      | Успіх           |
| 05.02.1974    | 04.11.1973   | США                     | Марінер-10                         | Проліт повз Венеру.                                                                                             | Успіх           |
| 10.02.1974    | 21.07.1973   | СРСР                    | Марс-4                             | Проліт повз Марс (непередбачений; планувався вихід на орбіту навколо Марса).                                    | Невдача         |
| 09.03.1974    | 09.08.1973   | СРСР                    | Марс-7                             | Проліт повз Марс (непередбачений; планувалася посадка на Марс).                                                 | Невдача         |
| 12.03.1974    | 05.08.1973   | СРСР                    | Марс-6                             | Проліт повз Марс (проліт відбувся, але посадка ні).                                                             | Невдача         |
| 29.03.1974    | 04.11.1973   | США                     | Марінер-10                         | Перший проліт повз Меркурій.                                                                                    | Успіх           |
| 21.09.1974    | 04.11.1973   | США                     | Марінер-10                         | Проліт повз Меркурій.                                                                                           | Успіх           |
| 03.12.1974    | 05.07.1973   | США                     | Піонер-11                          | Проліт повз Юпітер.                                                                                             | Успіх           |
| 16.03.1975    | 04.11.1973   | США                     | Марінер-10                         | Проліт повз Меркурій.                                                                                           | Успіх           |
| 19.12.1978    | 14.09.1978   | СРСР                    | Венера-12                          | Проліт повз Венеру і спускний апарат.                                                                           | Успіх           |
| 25.12.1978    | 09.09.1978   | СРСР                    | Венера-11                          | Проліт повз Венеру і спускний апарат.                                                                           | Успіх           |
| 05.03.1979    | 05.09.1977   | США                     | Вояджер-1                          | Проліт повз Юпітер.                                                                                             | Успіх           |
| 09.07.1979    | 20.08.1977   | США                     | Вояджер-2                          | Проліт повз Юпітер.                                                                                             | Успіх           |
| 01.09.1979    | 05.07.1973   | США                     | Піонер-11                          | Перший проліт повз Сатурн.                                                                                      | Успіх           |
| 12.11.1980    | 05.09.1977   | США                     | Вояджер-1                          | Проліт повз Сатурн.                                                                                             | Успіх           |
| 25.08.1981    | 20.08.1977   | США                     | Вояджер-2                          | Проліт повз Сатурн.                                                                                             | Успіх           |
| 01.03.1982    | 30.10.1981   | СРСР                    | Венера-13                          | Проліт повз Венеру і спускний апарат.                                                                           | Успіх           |
| 05.03.1982    | 04.11.1981   | СРСР                    | Венера-14                          | Проліт повз Венеру і спускний апарат.                                                                           | Успіх           |
| 11.06.1985    | 15.12.1984   | СРСР                    | Вега-1                             | Проліт повз Венеру, спускний апарат і перший аеростатний балон.                                                 | Успіх           |
| 15.06.1985    | 21.12.1984   | СРСР                    | Вега-2                             | Проліт повз Венеру, спускний апарат і аеростатний балон.                                                        | Успіх           |
| 24.01.1986    | 20.08.1977   | США                     | Вояджер-2                          | Перший і єдиний проліт повз Уран.                                                                               | Успіх           |
| 25.08.1989    | 20.08.1977   | США                     | Вояджер-2                          | Перший і єдиний проліт повз Нептун.                                                                             | Успіх           |
| 10.02.1990    | 13.10.1989   | США                     | Галілео                            | Проліт повз Венеру, перший із трьох гравітаційних маневрів для польоту до Юпітера.                              | Успіх           |
| 02.07.1990    | 02.07.1985   | Європейський Союз       | Джотто                             | Перший проліт повз Землю, гравітаційний маневр розширеної місій до комети 26P/Григга — Скьєллерупа.             | Успіх           |
| 08.10.1990    | 13.10.1989   | США                     | Галілео                            | Проліт повз Землю, із трьох гравітаційних маневрів для польоту до Юпітера.                                      | Успіх           |
| 08.01.1992    | 07.01.1985   | Японія                  | Sakigake                           | Проліт повз Землю.                                                                                              | Успіх           |
| 08.02.1992    | 06.10.1990   | Європейський Союз · США | Улісс                              | Проліт повз Юпітер, гравітаційний маневр сонячної місії для зміни нахилу орбіти.                                | Успіх           |
| 08.12.1992    | 13.10.1989   | США                     | Галілео                            | Проліт повз Землю, останній із трьох гравітаційних маневрів для польоту до Юпітера.                             | Успіх           |
| 24.08.1993    | 25.09.1992   | США                     | Mars Observer                      | Проліт повз Марс (непередбачений, планувався вихід на орбіту навколо Марса).                                    | Невдача         |
| 23.01.1998    | 17.02.1996   | США                     | NEAR Shoemaker                     | Проліт повз Землю, гравітаційний маневр для польоту до астероїда 433 Ерос.                                      | Успіх           |
| 26.04.1998    | 15.10.1997   | Європейський Союз · США | Кассіні — Гюйгенс                  | Проліт повз Венеру, перший із чотирьох гравітаційних маневрів для польоту до Сатурна.                           | Успіх           |
| 24.06.1999    | 15.10.1997   | Європейський Союз · США | Кассіні — Гюйгенс                  | Проліт повз Венеру, другий із чотирьох гравітаційних маневрів для польоту до Сатурна.                           | Успіх           |
| 18.08.1999    | 15.10.1997   | Європейський Союз · США | Кассіні — Гюйгенс                  | Проліт повз Землю, третій із чотирьох гравітаційних маневрів для польоту до Сатурна.                            | Успіх           |
| 30.12.2000    | 15.10.1997   | Європейський Союз · США | Кассіні — Гюйгенс                  | Проліт повз Юпітер, останній із чотирьох гравітаційних маневрів для польоту до Сатурна.                         | Успіх           |
| 15.01.2001    | 27.02.1999   | США                     | Стардаст                           | Проліт повз Землю, гравітаційний маневр для польоту до комети 81P/Вільда.                                       | Успіх           |
| 21.07.2002    | 04.07.1998   | Японія                  | Нодзомі                            | Проліт повз Землю, перший із двох гравітаційних маневрів для польоту до Марса.                                  | Успіх           |
| 19.06.2003    | 04.07.1998   | Японія                  | Нодзомі                            | Проліт повз Землю, останній із двох гравітаційних маневрів для польоту до Марса.                                | Успіх           |
| 14.12.2003    | 04.07.1998   | Японія                  | Нодзомі                            | Проліт повз Марс (непередбачений; планувався вихід на орбіту навколо Марса.                                     | Невдача         |
| 19.05.2004    | 09.05.2003   | Японія                  | Хаябуса                            | Проліт повз Землю, гравітаційний маневр для польоту до астероїда 25143 Ітокава.                                 | Успіх           |
| 04.03.2005    | 02.03.2004   | Європейський Союз       | Розетта                            | Проліт повз Землю, перший із чотирьох гравітаційних маневрів для польоту до комети Чурюмова — Герасименко.      | Успіх           |
| 02.08.2005    | 03.08.2004   | США                     | MESSENGER                          | Проліт повз Землю, перший гравітаційний маневр для польоту до Меркурія.                                         | Успіх           |
| 15.01.2006    | 27.02.1999   | США                     | Стардаст                           | Проліт повз Землю і повернення капсули зі зразкамиy.                                                            | Успіх           |
| 24.10.2006    | 03.08.2004   | США                     | MESSENGER                          | Проліт повз Венеру, другий гравітаційний маневр для польоту до Меркурія.                                        | Успіх           |
| 25.02.2007    | 02.03.2004   | Європейський Союз       | Розетта                            | Проліт повз Марс, другий із чотирьох гравітаційних маневрів для польоту до комети Чурюмова — Герасименко.       | Успіх           |
| 28.02.2007    | 19.01.2006   | США                     | Нью-Горайзонс                      | Проліт повз Юпітер, гравітаційний маневр для польоту до системи Плутон — Харон.                                 | Успіх           |
| 05.06.2007    | 03.08.2004   | США                     | MESSENGER                          | Проліт повз Венеру, третій гравітаційний маневр для польоту до Меркурія. Отримано дані щодо атмосфери планети.  | Успіх           |
| 13.11.2007    | 02.03.2004   | Європейський Союз       | Розетта                            | Проліт повз Землю, третій із чотирьох гравітаційних маневрів для польоту до комети Чурюмова — Герасименко.      | Успіх           |
| 31.12.2007    | 12.01.2005   | США                     | Deep Impact (EPOXI)                | Проліт повз Землю.                                                                                              | Успіх           |
| 14.01.2008    | 03.08.2004   | США                     | MESSENGER                          | Проліт повз Меркурій, четвертий гравітаційний маневр перед виходом на орбіту і початком основної частини місії. | Успіх           |
| 06.10.2008    | 03.08.2004   | США                     | MESSENGER                          | Проліт повз Меркурій, п'ятий гравітаційний маневр перед виходом на орбіту і початком основної частини місії.    | Успіх           |
| 29.12.2008    | 12.01.2005   | США                     | Deep Impact (EPOXI)                | Проліт повз Землю.                                                                                              | Успіх           |
| 14.01.2009    | 27.02.1999   | США                     | Стардаст                           | Проліт повз Землю, гравітаційний маневр для польоту до комети 9P/Темпеля.                                       | Успіх           |
| 18.02.2009    | 27.09.2007   | США                     | Dawn                               | Проліт повз Марс, гравітаційний маневр для польоту до астероїда 4 Веста.                                        | Успіх           |
| 29.06.2009    | 12.01.2005   | США                     | Deep Impact (EPOXI)                | Проліт повз Землю (віддалений).                                                                                 | Успіх           |
| 29.09.2009    | 03.08.2004   | США                     | MESSENGER                          | Проліт повз Меркурій, шостий гравітаційний маневр перед виходом на орбіту і початком основної частини місії.    | Успіх           |
| 13.11.2009    | 02.03.2004   | Європейський Союз       | Розетта                            | Проліт повз Землю, останній із чотирьох гравітаційних маневрів для польоту до комети Чурюмова — Герасименко.    | Успіх           |
| 28.12.2009    | 12.01.2005   | США                     | Deep Impact (EPOXI)                | Проліт повз Землю (віддалений).                                                                                 | Успіх           |
| 27.06.2010    | 12.01.2005   | США                     | Deep Impact (EPOXI)                | Проліт повз Землю.                                                                                              | Успіх           |
| 06.12.2010    | 20.05.2010   | Японія                  | Akatsuki                           | Проліт повз Венеру (непередбачений; планувався вихід на орбіту; у 2015 році успішно вийшов на орбіту).          | Невдача         |
| 08.12.2010    | 20.05.2010   | Японія                  | IKAROS                             | Проліт повз Венеру, зонд був технологічним демонстратором, який був запущений з апарата Akatsuki.               | Успіх           |
| 09.10.2013    | 05.08.2011   | США                     | Юнона                              | Проліт повз Землю, гравітаційний маневр для польоту до Юпітера.                                                 | Успіх           |
| 14.07.2015    | 19.01.2006   | США                     | Нью-Горайзонс                      | Перший і єдиний проліт повз Плутон і Харон.                                                                     | Успіх           |
| 03.12.2015    | 03.12.2014   | Японія                  | Hayabusa2                          | Проліт повз Землю, гравітаційний маневр для польоту до астероїда 162173 Рюгу.                                   | Успіх           |
| 22.09.2017    | 08.09.2016   | США                     | OSIRIS-REx                         | Проліт повз Землю, гравітаційний маневр для польоту до астероїда 101955 Бенну.                                  | Успіх           |
| 03.10.2018    | 12.08.2018   | США                     | Parker Solar Probe                 | Проліт повз Венеру.                                                                                             | Успіх           |
| 26.11.2018    | 05.05.2018   | США                     | Mars Cube One                      | Проліт повз Марс.                                                                                               | Успіх           |
| 10.04.2020    | 20.10.2018   | Європейський Союз       | BepiColombo                        | Проліт повз Землю.                                                                                              | Успіх           |
| 23.07.2020    | ~10.02.2021  | КНР                     | Тяньвень-1 (відокремлювана камера) | Проліт повз Марс.                                                                                               | Успіх           |
| 15.10.2020    | 20.10.2018   | Європейський Союз       | BepiColombo                        | Проліт повз Венеру.                                                                                             | Успіх           |
| 05.12.2020    | 03.12.2014   | Японія                  | Хаябуса-2                          | Проліт повз Землю, гравітаційний маневр для польоту до астероїда (98943) 2001 CC21.                             | Успіх           |
| 27.12.2020    | 10.02.2020   | Європейський Союз       | Solar Orbiter                      | Проліт повз Венеру.                                                                                             | Успіх           |
| 09.08.2021    | 10.02.2020   | Європейський Союз       | Solar Orbiter                      | Проліт повз Венеру.                                                                                             | Успіх           |
| 10.08.2021    | 20.10.2018   | Європейський Союз       | BepiColombo                        | Проліт повз Венеру.                                                                                             | Успіх           |
| 01.10.2021    | 20.10.2018   | Європейський Союз       | BepiColombo                        | Проліт повз Меркурій.                                                                                           | Успіх           |
| 27.11.2021    | 10.02.2020   | Європейський Союз       | Solar Orbiter                      | Проліт повз Землю.                                                                                              | Успіх           |
| 23.06.2022    | 20.10.2018   | Європейський Союз       | BepiColombo                        | Проліт повз Меркурій.                                                                                           | Успіх           |
| 04.09.2022    | 10.02.2020   | Європейський Союз       | Solar Orbiter                      | Проліт повз Венеру.                                                                                             | Успіх           |
| 16.10.2022    | 16.10.2021   | США                     | Люсі                               | Проліт повз Землю.                                                                                              | Успіх           |
| 19.06.2023    | 20.10.2018   | Європейський Союз       | BepiColombo                        | Проліт повз Меркурій.                                                                                           | Успіх           |
| 24.09.2023    | 08.09.2016   | США                     | OSIRIS-REx/ApEx                    | Проліт повз Землю, гравітаційний маневр для польоту до астероїда 99942 Апофіс.                                  | Успіх           |
| Травень 2026  | 13.10.2023   | США                     | Психея                             | Проліт повз Марс.                                                                                               | Планується      |